# Цифры Сучжоу

Цифры Сучжоу (蘇州碼子 или 苏州码子: sūzhōu mǎzi)

Древнекитайские цифры для счётной доски.

Цифры Сучжоу или хуама 花碼 — десятичная позиционная система записи чисел, бытовавшая в Китае и королевстве Рюкю.

## История
Цифры Сучжоу — единственная отчасти сохранившаяся система, основанная на счёте палочками. Эта система сформировалась на базе более древней системы цифр, которые выкладывались палочками для вычислений на счётной доске, использовавшейся в Южной Сун. Долгое время расчёты велись почти только на счётной доске. На бумаге записывался результат.
Сучжоуские цифры использовались в качестве скорописи в коммерции, бухгалтерии. В официальных документах использовались «формальные» китайские цифры, их сложнее перепутать при записи и чтении. В России на финансовых документах аналогичную функцию выполняет графа «сумма прописью». Цифры Сучжоу были популярны на рынках, в Гонконге они дожили до начала 1990-х, но постепенно вытесняются арабскими цифрами. Сегодня цифры Сучжоу используются только на некоторых рынках для записи цен.
После аннексии королевства Рюкю Японией цифры Сучжоу там были заменены японскими цифрами.

## Знаки
По сравнению с древней системой наиболее существенные изменения с целью более скорописного выполнения претерпели цифры 4, 5 и 9. Цифры Сучжоу занимают в Юникоде диапазон U+3021 — U+3029.
| Арабская цифра | Цифра Сучжоу | Цифра Сучжоу | Китайская цифра | Китайская цифра |
| Арабская цифра | Знак         | Юникод       | Знак            | Юникод          |
| -------------- | ------------ | ------------ | --------------- | --------------- |
| 0              |              |              | 〇              | U+3007          |
| 1              | 〡           | U+3021       | 一              | U+4E00          |
| 2              | 〢           | U+3022       | 二              | U+4E8C          |
| 3              | 〣           | U+3023       | 三              | U+4E09          |
| 4              | 〤           | U+3024       | 四              |                 |
| 5              | 〥           | U+3025       | 五              |                 |
| 6              | 〦           | U+3026       | 六              |                 |
| 7              | 〧           | U+3027       | 七              |                 |
| 8              | 〨           | U+3028       | 八              |                 |
| 9              | 〩           | U+3029       | 九              |                 |

Цифры 1, 2 и 3 могут обозначаться вертикальными и горизонтальными чертами. Чередование вертикального и горизонтального написания позволяет избежать путаницы при последовательной записи этих цифр. Например, «21» пишется как «〢一» вместо «〢〡», что можно спутать с «3» (〣). Первая цифра последовательности в таком случае записывается вертикально, вторая горизонтально и так далее.

## Запись

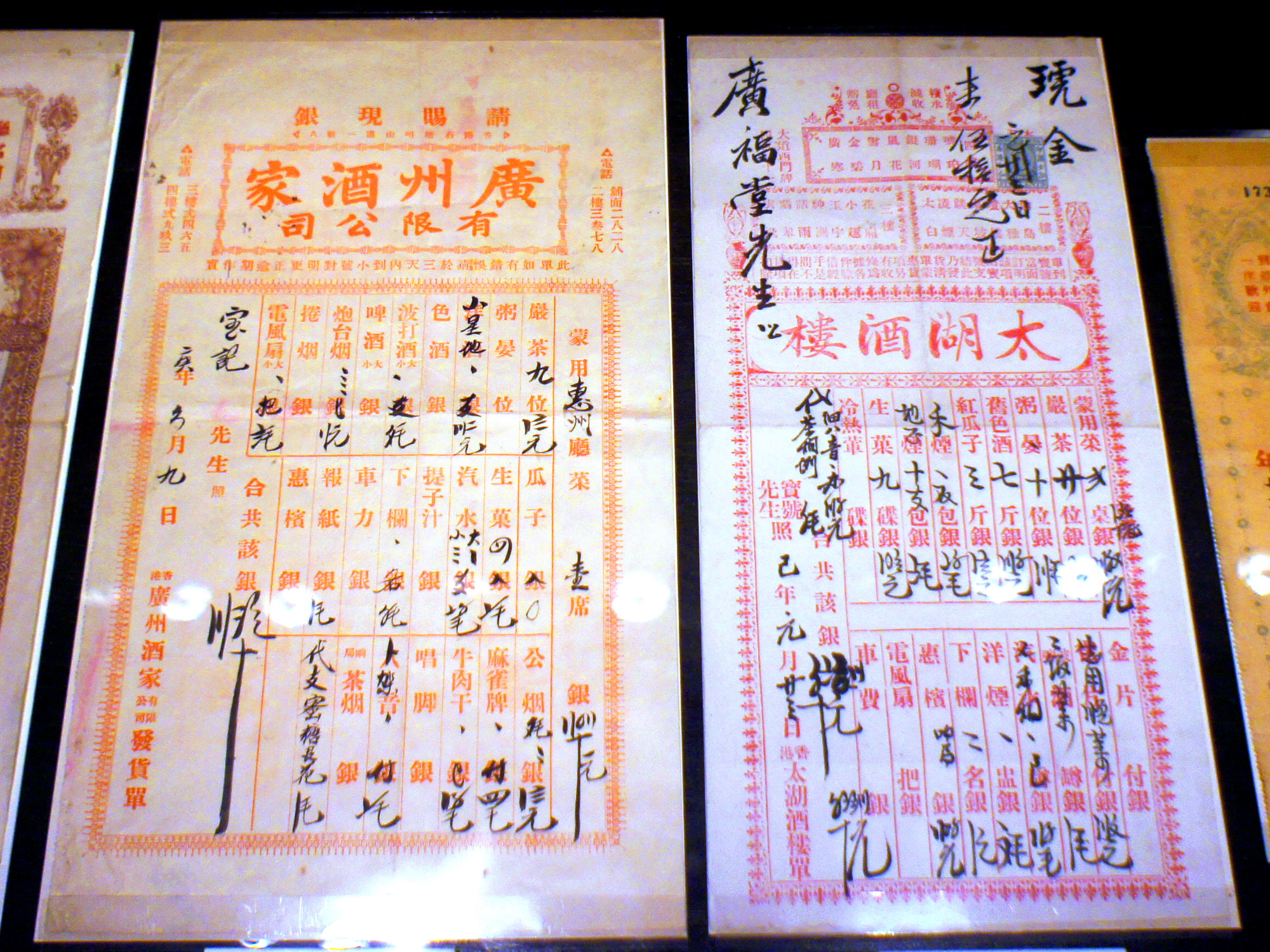

Система записи цифр Сучжоу позиционная, но полная запись включает также множитель и единицу измерения, что сходно с нормализованной экспоненциальной записью чисел. Цифры всегда пишутся горизонтально слева направо.
| 〤 | 〇 | 〢 | 二 |
| 十 | 元 |    |    |

Первая строка содержит значение: 〤〇〢二, что означает «4,022». Вторая строка указывает единицы измерения и множитель: 十元 (десять юаней). Сама запись означает «40,22 юаня».
Возможные множители:
- цянь (千) — тысячи
- бай (百) — сотни
- ши (拾) — десятки
- единицы не записывались

Доллары могут записываться следующим образом:
- юань (元) — доллар
- мао 毫 или 毛 — 10 центов
- сянь 仙 — 1 цент

Также используются меры длины, объёма, веса и так далее.
Цифры Сучжоу очень похожи на систему записи чисел с плавающей запятой, там мантисса указывает значение, а множитель записан показательной функцией.

## Ханчжоу
В стандарте Юникод 3.0 цифры Сучжоу неверно названы Ханчжоу. Ошибку исправили в версии 4.0:
Все ссылки на сучжоуские цифры изменены, однако из-за политики Юникода названия самих знаков не могут быть изменены.